# ليون غاست
ليون غاست (بالإنجليزية: Leon Gast)‏ هو كاتب سيناريو ومنتج أفلام وثائقية ومخرج أمريكي، ولد في 1936 في جيرسي سيتي في الولايات المتحدة.

## وصلات خارجية
- ليون غاست على موقع IMDb (الإنجليزية)
- ليون غاست على موقع قاعدة بيانات برودواي على الإنترنت (الإنجليزية)
- ليون غاست على موقع ديسكوغز (الإنجليزية)
- ليون غاست على موقع قاعدة بيانات الفيلم (الإنجليزية)